# Carabodes auriculatus
Carabodes auriculatus är en kvalsterart som beskrevs av Sandór Mahunka 1987. Carabodes auriculatus ingår i släktet Carabodes och familjen Carabodidae. Inga underarter finns listade.